# Europa (nationalsång)
Europa (sq / bs / hr: Europa, sr / cg: Европа) är Kosovos nationalsång. Sången, som antogs den 11 juni 2008, är komponerad av Mendi Mengjiqi. Europa saknar text och är enbart instrumental.

## Val av nationalsång
Den 12 mars 2008 utannonserade Kosovos regering en allmän tävling i Pristinas tidningar om en nationalsång för Kosovo. Tävlingen utannonserades även på regeringens hemsida. Reglerna var som följer:
- "Kompositionen bör kunna särskiljas och ska vara unik."[4]
- "Längden på kompositionen måste vara längre än 30 sekunder och kortare än 60 sekunder.[4]

- "Kompositionen måste ha en text skriven på något av Republiken Kosovos officiella språk "[4] även om texten inte behöver antas.[5] Vidare bör texten inte vara densamma som en befintlig hymn eller nationalsång eller kopplad till en unik folkgrupp."[4]
- Förslagen måste lämnas in senast den 31 mars 2008.[4]
- Kompositören av det vinnande bidraget skulle belönas med 10 000 euro och ytterligare två kompositörer av andra bidrag belönas med 7 000 respektive 5 000 euro.[4]

## Alternativa kandidater
Vid ovannämnda tävling inkom ett flertal förslag till nationalsång, bland annat dessa tre.

### Ode to Joy
"Ode to Joy", Europeiska Unionens hymn,spelades vid Kosovos självständighets deklaration 2008. Detta på grund av att Kosovos interimsregering ville visa sin respekt för EU och tacka unionen för dess hjälp att leda Kosovo mot dess självständighet.

### Himni i Flamurit
"Himni i Flamurit", Albaniens nationalsång, har med tiden blivit allt mer använd tillsammans med flera andra albanska nationalsymboler. Himni i Flamurit var också den icke erkända Republiken Kosovos nationalsång från dess inrättande 1999 till dess att staten kom under Förenta Nationernas kontroll.

### Kur ka ra kushtrimi n'Kosovë
"Kur ka ra kushtrimi n'Kosovë" är en hymn komponerad av Rauf Dhomi, som föreslogs till nationalsång av Kosovos f.d. president Ibrahim Rugova år 2000. Emellertid tog man då inget beslut och förslaget fick vara. Denna hymn har också text på albanska.

### Fotnoter
1. ↑  ”"Kosovo parliament approves new national anthem"”. Arkiverad från originalet den 12 oktober 2011. https://www.webcitation.org/62NDEc1aX?url=http://en.rian.ru/world/20080611/110143221.html. rian.ru 11 juni 2008 Link accessed 11/06/08
2. ↑  ”"Kosovo MPs choose national anthem"”. Arkiverad från originalet den 12 oktober 2011. https://www.webcitation.org/62NDM4B6T?url=http://news.bbc.co.uk/2/hi/europe/7447583.stm. bbc.co.uk 11 juni 2008 Link accessed 11/06/08
3. ↑  ”Kosovo seeks own national anthem”. BBC. 12 mars 2008. http://news.bbc.co.uk/2/hi/europe/7292240.stm. Läst 12 mars 2008.
4. 1 2 3 4 5 6 7  "Assembly approves Kosovo anthem" Arkiverad 15 februari 2011 hämtat från the Wayback Machine. b92.net 11 June 2008 Link accessed 11/06/08
5. ↑  ”BalkanInsight.com - Kosovo Searches New National Anthem”. Balkan Insight. 12 mars 2008. Arkiverad från originalet den 13 mars 2008. https://web.archive.org/web/20080313123119/http://www.balkaninsight.com/en/main/news/8533/. Läst 12 mars 2008.
6. ↑  ”Kosovo declares independence - USATODAY.com”. USA Today. 17 februari 2008. http://www.usatoday.com/news/world/2008-02-17-kosovo-independence_N.htm. Läst 12 mars 2008.
7. ↑  ”Kosovo contest for state symbols”. BBC. 4 juni 2007. http://news.bbc.co.uk/2/hi/europe/6718105.stm. Läst 11 mars 2008.
8. ↑  ”Himni i Kosovës publisher=Trepca.net”. 23 december 2002. Arkiverad från originalet den 23 mars 2021. https://web.archive.org/web/20210323212456/http://www.trepca.net/2002/12/021223-himni.kosoves-kur.ka.ra.kushtrimi.nKosove.htm. Läst 16 mars 2008.